# Batalla de Luchana
La batalla de Luchana fou una cèlebre batalla entre les tropes liberals o cristines i carlines el 24 de desembre de 1836 en el pont situat sobre la desembocadura del riu Asúa a la Ria de Bilbao, afluent del Nervión, a la vora oposada on s'alçava l'antic fort que construí Fernán Pérez d'Ayala el 1402.

## Antecedents
El general Baldomero Espartero comanava les tropes liberals que feien front a les tropes carlines que assetjaven Bilbao. Les operacions del setge estaven confiades al general carlí Nazario Egia, i Bruno Villarreal havia de protegir-lo de les operacions dels lliberals, els quals per a facilitar llur missió havia destruït tots els ponts, establint defenses en les altures de Cabras, San Pablo i Banderas, situades en la vora dreta i en una corba que junt a Deusto forma el riu Nervión, restant el pont de Luchana als encontorns del primer dels citats turons.
A final de novembre arribà Espartero a Portugalete, i a principi de desembre emprengué un moviment per la vora esquerra del Nervión; passà la ria per un pont provisiona. En dividir el seu exèrcit en tres columnes, assolí a ocupar les posicions d'Arriaga, Erandio i Asúa, que constitueixen una línia paral·lela al rierol d'aquest últim nom. Les forces que els carlins tenien a l'altra vora i la inutilització per forces temporals del pont construït junt a Portugalete, decidiren al general en cap a retirar-se a l'altra vora del Nerbion, bastint un pont flotant al lloc anomenat el Desert.
No sense dificultats i riscos es realitzà el pla d'Espartero, passant el dia 7 de desembre la major part de llurs tropes a l'altra vora del riu pel pont provisional que acabava d'acabar-se, no podent aprofitar-ho totes per haver-se trencat, havent d'enretirar-se el general Rafael Cevallos Escalera amb part de llur divisió per la vora dreta fins a arribar al caseriu de las Arenas, traslladant-se en barques a Portugalete, reunint-se així el dia 8 tot l'exèrcit al seu primitiu acantonament.
Llavors Espartero intentà un atac per la vora esquerra del Nervión. El dia 12 feu avançar algunes forces envers les posicions carlines de Burceña, moviment que seguí tot l'exèrcit el dia 15, arribant a Barakaldo i no prosseguint més endavant, perquè en intentar el pas pel pont sobre el riu Cadagua, veié que era impossible forçar-lo davant les obres construïdes pels carlins en les altures de Castrejana, el qual terreny era molt adient per una perfecta defensa. Aquestes causes i un espantós temporal d'aigua que regnava, obligà Espartero a replegar de nou llurs forces cap a Portugalete, avisant Bilbao per telègraf que no desistia de la seva obligació d'alliberar-lo, i a l'efecte, el 17 disposà de bastir un pont sota les pedreres d'Aspe, per on passà part de l'exèrcit, que prengué posicions al marge dret de l'Asúa. Hi va aixecar dues bateries, que, unides a les col·locades al Desierto, a l'altra vora del Nerbion, dirigien el seu foc contra les posicions enemigues de l'altra vora de l'Asúa. El dia 23, sota la direcció del coronel Wilde, comissionat del govern anglès en el quarter general, es bastí un pont de pontons sobre el Galindo, pel qual passaren tres batallons de reserva, que cobriren les altures de Baracaldo, situades, com s'ha dit, a la vora esquerra del Nervión.

## Batalla
El matí del dia 24 era ennuvolat. Marcelino de Oraá, cap d'estat major, des de les bateries esperava el moment d'ordenar trencar foc, quan a prop de la una de la tarda rebé l'ordre del general en cap de disposar l'atac sobre el pont de Luchana, ja que una forta recrudescència de la malaltia que patia no li permetia dirigir l'operació personalment. Conseqüent amb el pla d'Oraá, aprovat per Espartero, a les dues de la tarda es trencà el foc sobre l'enemic, que defensava el fortí de Luchana i pont del mateix nom. L'energia de la defensa aturà l'esforç de l'escomesa, impedint embarcar les tropes que havien de forçar la posició de Luchana. Però aquesta operació era indispensable, i en mig d'un huracà d'aigua, neu i foc, les tropes embarcades a la vora dreta del Nerbion, en unes 28 o 30 llanxes, que a l'empara del moll havien marxat, desembarcaven a l'altra part del pont.
L'intens foc de les llanxes canoneres que escoltaven el comboi de barques protegí l'operació, les tropes isabelines ocuparen les posicions que els havien marcat i els carlins que les defensaven van fugir sense presentar combat. Altres forces seguiren aquestes primeres, mentre els enginyers, dirigits pel coronel Velasco, reconstruïen el pont sota un intens foc enemic. A penes habilitat, passaren a l'altra banda les tropes de la segona divisió, dirigides pel baró de Meer, amb l'ordre d'apoderar-se del turó de San Pablo, nucli d'importants posicions enemigues. Fins aquí la sorpresa havia tocat els carlins i debilitat el curs de la seva primera defensa, però en refer-se, es llençaren al combat amb més força, decidits a recuperar les posicions perdudes i defensar de valent les que encara conservaven. L'acció, que fins aquí havia estat parcial, aviat es feu general en tota l'extensió de la línia, però amb el centre sempre al turó de San Pablo. Des de Banderas baixaren considerables forces carlines que es van precipitar contra la segona divisió i li van fer perdre quelcom de terreny amb nombroses baixes, entre elles el general baró de Meer, que fou ferit.
Espartero, que atenia en el possible llurs deures de general en cap, des del catre que li servia de llit, ordenà el general Cevallos què, des de Jado, llogarret del Desierto, on estava el quarter general, s'enviés de seguida una de llurs brigades al lloc del combat, mentre el seguia amb l'altre, comissionant al mateix temps un ajudant perquè reunís llanxes i marxes a la recerca de la brigada Mayol, que al principi de la batalla havia travessat el Galindo, apoderant-se de la torre de Luchana, situada a la vora esquerra del Nerbion. Però tant d'esforç no salvà el problema en què es trobava l'exèrcit, per haver-se precipitat els esdeveniments de la batalla fins al punt d'atravesar els límits del pla. Si l'haguessin observat, les tropes, després del pas de Luchana, hagueren romàs en llurs posicions, retardant el combat fins a l'alba del 25.
Oraá, malgrat els reforços rebuts, comprenent la gravetat de la situació, corregué al llogarret de Jado per exposar a Espartero la situació en què estava la batalla al turó de San Pablo i al de Cabras. Davant el perill, Espartero se sobreposà, salta del llit, muntà a cavall i anà al combat al front de la brigada Minuisir. Llur presència al cim de San Pablo infongué entusiasme entre els soldats de la segona divisió.
Els caçadors d'Extremadura efectuaren llavors un moviment d'atac ràpid i progressiu i augmentaren el desordre en les files carlines. Espartero, volent aprofitar aquesta oportunitat, i apreciant la vàlua del temps, es posà a l'instant al cap d'una columna per guiar-la al combat. Al mateix temps que el general atacava per la dreta l'alt de Banderas, Oraá ho feu per l'esquerra, i va prendre abans de despuntar l'aurora la posició que havia servit de quarter general a l'enemic.

## Conseqüències
Mentre les tropes lliberals s'apoderaven d'altres punts culminants de la línia, es retiraven els carlins pels ponts que havien estès a San Mamés i Olaveaga restant d'aquesta manera llibertada la vila de Bilbao.